# Rollshausen
Rollshausen ist eine Gemeinde im Landkreis Göttingen in Niedersachsen. Sie gehört der Samtgemeinde Gieboldehausen an, die ihren Verwaltungssitz in dem Flecken Gieboldehausen hat.

## Geographie
Die Gemeinde Rollshausen liegt im Untereichsfeld und besteht aus den Orten Rollshausen und Germershausen. Zwischen dem Hellberg und dem Warteberg gelegen, wird die Gemeinde von der Hahle durchflossen und besitzt insgesamt eine Gemarkung von 9,15 km².

### Einwohnerentwicklung
Entwicklung der Einwohnerzahl (ab 1821):
| - 1821 - 460 - 1939 - 579 - 1973 - 762 - 1986 - 665 | - 1996 - 684 - 2001 - 721 - 2011 - 864 - 2016 - 846 |

## Geschichte
Am 9. November 1141 findet Rollshausen seine erste Erwähnung. Erzbischof Markolf von Mainz bestätigte damals in einer teilweise gefälschten Urkunde dem Northeimer Kloster St. Blasien Besitzungen in einem Ort, welcher unter dem Namen „Rotholwishusen“ genannt wird.
Während des Dreißigjährigen Krieges hatte auch Rollshausen unter den Kämpfen zwischen Herzog Christian von Braunschweig und General Tilly schwer zu leiden. Von letzterem ist bezeugt, dass er auf dem Hellberg ein Nachtlager einrichtete.
Seit der Mitte des 14. Jahrhunderts zählte Rollshausen zum Verwaltungsbezirk des Amtes Gieboldehausen, bevor es dann von 1885 bis 1972 zum Landkreis Duderstadt gehörte. Seit 1971 ist Rollshausen Mitgliedsgemeinde der Samtgemeinde Gieboldehausen. Zum 1. Januar 1973 wurde der Nachbarort Germershausen in die Gemeinde Rollshausen eingegliedert. Gleichzeitig wurde der Landkreis Duderstadt aufgelöst und Rollshausen dem Landkreis Göttingen zugeordnet.
Traditionelle Erwerbsquellen im Ort bildeten seit jeher die Landwirtschaft, das Handwerk und der Handel. 1890 baute man eine Ziegelei und 1901 eine Zigarettenfabrik. Über Jahrzehnte existierte zudem ein Müllereibetrieb. Heute besitzen mehrere Gewerbebetriebe ihren Sitz in Rollshausen.

## Politik

### Gemeinderat
Der Rat der Gemeinde Rollshausen besteht aus neun Ratsmitgliedern. Dies ist die festgelegte Anzahl für eine Gemeinde mit einer Einwohnerzahl zwischen 501 und 1000 Einwohnern, die Mitgliedsgemeinde einer Samtgemeinde ist.
Sitzverteilung:
- CDU: 5 Sitze
- Wählergruppe WIR FÜR EUCH: 4 Sitze

(Stand: Kommunalwahlen am 12. September 2021)

### Bürgermeister
Ehrenamtlicher Bürgermeister von Rollshausen ist seit 2016 Claus Bode (CDU). Seine Stellvertreter sind Carmen Heise (WIR FÜR EUCH) und Andreas Bienert (CDU).

## Kultur und Sehenswürdigkeiten

### Kirche St. Margareta
In den Jahren 1901 bis 1903 wurde nach den Plänen des Hildesheimer Baurats Herzig die St. Margareta-Kirche in Rollshausen erbaut. Sie ist eine dreischiffige neuromanische Basilika dar und besitzt die Ausmaße in der Länge 38,5 m und in der Breite 15,5 m. Das Querhaus der Kirche erstreckt sich über eine Länge von 21 m und besitzt eine halbrunde Apsis. Das Außenbild der heutigen Kirche wird geprägt durch die backsteinerne Fassade, welche im Innenraum ummauert wurde und mit Gurt-Arkadenbögen, Wandpfeiler und Triumphbogen abgesetzt ist. Die Ausstattung stammt ebenfalls aus der Erbauungszeit und präsentiert sich somit im neuromanischen Stil. Unter den Ausstattungsstücken finden sich eine Herz-Jesu- und eine Margareta-Statue von 1903 sowie ein Zelebrationsaltar, der aus Muschelkalk-Kernstein besteht. Eine weitere Besonderheit stellt die aus dem 16. Jahrhundert stammende Kreuzwegstation dar. Sie ist beidseitig reliefiert mit der Kreuzigung und der Kreuztragung, besitzt die Form eines Medaillons und hat einen Durchmesser von ca. 50 cm. Weitere Bestandteile des Kreuzwegstationsmedaillons sind die zahlreichen Figuren, die lebendige Schilderung der beiden Szenen sowie die besondere Ansichtigkeit und Physiognomie. Seit dem 1. November 2014 gehört die Kirche zur Pfarrei „St. Johannes der Täufer“ mit Sitz in Seulingen.

### Vorgängerkirchen
Im Jahr 2014 entfernten Archäologen eines Grabungsunternehmens vor Sanierungsmaßnahmen wegen Hausschwammbefall den Kirchenfußboden. Darunter entdeckten sie die Fundamente der  Vorgängerkirche aus dem Jahre 1639 und einer bis dahin unbekannten Kirche. Der jüngere Vorgängerbau von 1639 war eine Barockkirche. Ihr Baudatum ist durch eine Inschrift in einem Altarstein dokumentiert. Diese Kirche mit einem Fachwerkturm wurde für den Kirchenneubau 1901 abgerissen. Ihr massiver Unterbau ließ auf eine noch früher angelegte Kirche schließen. Den bei der Ausgrabung von 2014 entdeckten älteren Kirchenbau datierten die Archäologen als spätromanisch oder frühgotisch. Bei den Ausgrabungsarbeiten wurden auch Pflaster und das Fundament eines achteckigen Wehrturms freigelegt.

## Verkehr
Rollshausen ist über die Bundesstraße 247 (Northeim–Duderstadt), die in unmittelbarer Nähe des Ortes verläuft, und über Landstraßen an die Bundesstraße 27, die von Göttingen nach Herzberg am Harz führt, an das Straßennetz angebunden.
Rollshausen hatte einen Bahnhaltepunkt an der Bahnstrecke Leinefelde–Wulften. Diese ist inzwischen stillgelegt.

## Ehrenbürger
- 1964: Evodius Wallbrecht OSA (1881–1965), Augustinerpater